# Théodore Olivier (architecte)
Pour les articles homonymes, voir Théodore Olivier et Olivier (homonymie).
Théodore Olivier (né à Paris le 15 décembre 1821, décédé à Montauban le 16 septembre 1899) était un architecte français, diplômé de l'École des beaux-arts de Paris, en 1848.

## Biographie
Il a été remarqué par Eugène Viollet-le-Duc qui l'a associé à la restauration de l'ancien hôtel de ville de Saint-Antonin-Noble-Val et de l'abbaye Saint Pierre de Moissac
Il est architecte des monuments historiques, architecte départemental du Tarn-et-Garonne entre 1850 et 1874, architecte diocésain de Montauban entre 1853 et 1883, et d'Agen de 1856 à 1875. Il est nommé architecte diocésain honoraire en 1883.
Il a été un membre fondateur de la Société archéologique de Tarn-et-Garonne, fondée en 1866.
Il a été marié avec Hyacinthe Chambert fille de l'architecte Edmond Chambert (Toulouse 1811 - Toulouse 1881) dont il a eu un fils, Germain Olivier (Montauban 1869 - Montauban 1942), architecte en chef des Monuments historiques.
Il est inhumé dans le cimetière de Montauban.

## Principaux ouvrages

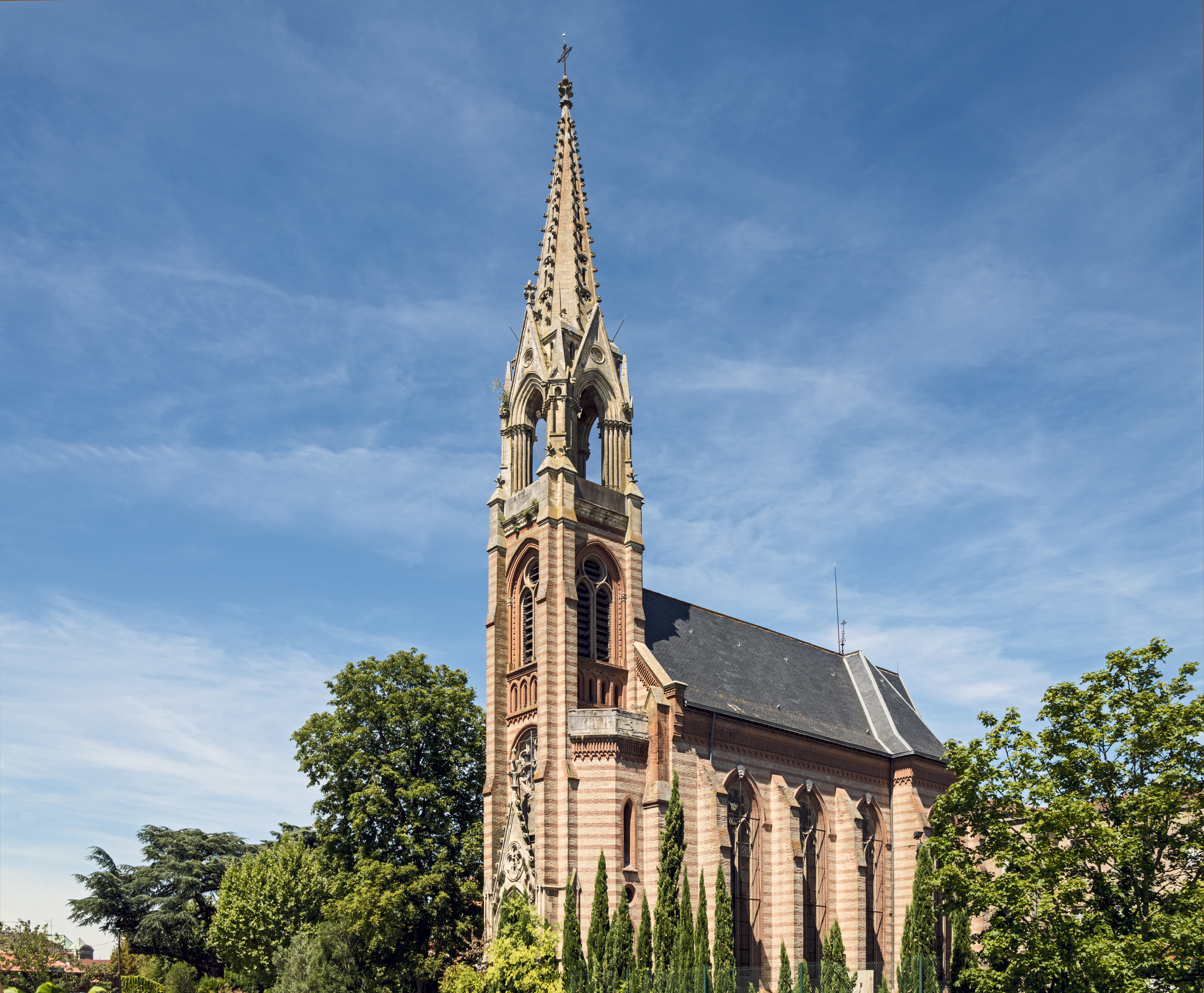
Chapelle de l'Immaculée-Conception de Montauban

- La chapelle de l'Immaculée-Conception de Montauban. Conçue dans le style néo-gothique  1856-1863
- Restauration de l'ancien hôtel de ville de Saint-Antonin-Noble-Val
- Restauration de l'église Saint-Pierre de Moissac
- Reconstruction de la halle de Saint-Antonin-Noble-Val
- Église paroissiale de Saint-Antonin-Noble-Val
- Église Sainte-Sabine à Saint-Antonin-Noble-Val
- Église Saint-Pierre à La Salvetat
- Église Sainte-Fauste à Belmontet
- Temple protestant de Saint-Antonin-Noble-Val
- Église Saint-Pierre-ès-Liens de Verfeil
- Église Saint-Pierre-et-Saint-Roch de Bioule
- Palais de justice de Moissac
- Château Saint-Roch au Pin